# كليف فنوكت
كليف فنوكت ولد في عام 1952 كاتب وشاعر صوت، ومؤد مرتبط بإحياء الشعر البريطاني، وأكاديمي.
ولد فندكوت في ليدني وبدأ بكتابة الشعر في منتصف الستينات من القرن الماضي أثناء دراسته في كلية الفنون. في عام 1974 حضر ورش عمل شعرية تجريبية في جمعية الشعر التي نظمها بوب كوبينج. ومن هذا المنطلق، نشأ لديه اهتمام بالأداء الصوتي المرتجل، وقدم عروضا في أنحاء بريطانيا وأوروبا والولايات المتحدة الأمريكية، ولا سيما في مهرجانات الصوت الشعرية . ثم عمل لاحقا مع بوب كوبينج، ومع كريس تشيك ولورنس أبتون في مجموعة جي جي جي جي العالمية للأداء، والذي كان عضوا مؤسسا فيها.
في السبعينات والثمانينات نشر عمله بواسطة شركات صحفية صغيرة مثل: منتدى الكتاب، مطبعة القراصنة، طبعات دوريش وكتب مخادعة؛ والمجلات راووز و معلومات شعرية  وقيمة الكلمات والبودي. وفي أوائل التسعينيات، بدأ العمل مع بيل جريفيث، منتجا مقطعتين مشتركتين في الكتابة للأداء: حديقة الديناصورات و تغيرات على حياة كوثبرت. ومنذ ذلك الحين، تعلقت كتاباته بالابداعات الشعرية المطولة.
وفي عام 1987، انتقل إلى شمال شرق إنجلترا ليتولى منصبا أكاديميا في جامعة تيسايد بوليتكنك التي سميت (لاحقا جامعة تيسايد)، حيث ظل محاضرا وباحثا في وسائط الإعلام الرقمية ودراسات اللعبة في مدرسة الحوسبة. حصل على درجة الدكتوراه في نظرية الواقع الافتراضي عام 2003 ولديه أكثر من أربعين أكاديميا
مطبوعات تحمل اسمه.

## شعر ونثر
- أساطير جاك أوكنت؛ جرونك بريس، 1978.
- البلوز، والجذور، والأساطير، والصياح، والبائعين؛ شركة منتجات ستربون، 1980، (ل،ب).
- البقع والفنكوت في جامعة ولاية فلوريدا؛ (فيديو على الإنترنت).
- بروتيرون لاهيستيرون؛ (اندرويتش) طبعات منها، 1984.
- حديقة الديناصورات (مع بيل جريفيث)؛ اللواء الصغير، 1992.
- التغيرات في حياة كوثبرت (مع بيل جريفيث)؛ أميرا إيمبست، 1992.

## منشورات أكاديمية
- Fencott, C. "A Methodology of Design for Virtual Environments" in Virtual Technologies: Concepts, Methodologies, Tools, and Applications; Information Science Reference, IGI, 2008
- Fencott, C. Perceptual Opportunities: A Content Model for the Analysis and Design of Virtual Environments; PhD Thesis, University of Teesside, 2003
- Fencott, C. "Virtual 'Saltburn by the Sea': Creative content design for Virtual Environments" in Creating and Using Virtual Reality: a Guide for the Arts and Humanities; Oxbow Books, 2003  نسخة محفوظة 2 May 2010 على موقع واي باك مشين.
- Fencott, C. "Virtual Storytelling as Narrative Potential: Towards an Ecology of Narrative" in Virtual Storytelling: Using Virtual Reality Technologies for Storytelling; LNCS 2197, Springer, Berlin, 2001
- Fencott, C. "Towards a Design Methodology for Virtual Environments" in Proceedings of the International Workshop on User Friendly Design of Virtual Environments; York, England, 1999
- Fencott, C. Formal Methods for Concurrency; Thomson International Publishers, London, 1996

## المرجع
1. ↑  New British poetries: the scope of the possible. Hampson Robert; Barry, Peter. Manchester University Press (ردمك 978-0-7190-4692-6). Retrieved 31 March 2011 نسخة محفوظة 2021-07-31 على موقع واي باك مشين.

## الروابط الخارجية
Clive Fencott web site